# Sarah Ann
Sarah Ann est le nom d'une île disparue. 
Elle était située à 4°0′N 154°22′W / 4.000°N 154.367°W (parfois rapportée à environ 175° W),. Elle fut découverte en 1858 et a été réclamée par une entreprise américaine de guano sous le Guano Islands Act.

## Histoire
En 1932, des astronomes allemands ont tenté de trouver l'île, mais ils n'ont pas réussi. En 1937, le United States Pacific Fleet a essayé de repérer l'île pour y établir un observatoire. Il souhaitait regarder l'éclipse solaire du 8 juin 1937, mais il ne put trouver l'île. Par conséquent, le United States Pacific Fleet a regardé l'éclipse aux îles de Canton et Enderbury, et Sarah Ann a été supprimée des cartes navales. Elle est ainsi devenue une île fantôme. 
Une explication plausible est que Sarah Ann était identique à Malden, mais à cause d'une erreur d'inattention dans la transcription, elle fut rapportée à 4° N au lieu de 4° S.    